# Roland Wallstén
Johan Roland Wallstén, född 21 april 1942 på Sankt Görans sjukhus i Stockholm, men vid födseln skriven i Skellefteå, död 14 mars 2016 i Borrby-Östra Hoby församling på Österlen, var en svensk bildkonstnär.

## Biografi
Wallstén föddes 1942. Efter studier i Sverige och i utlandet började han vara verksam som porträttmålare.
Så småningom övergick Wallstén till att måla kustlandskap och utifrån marina teman. Närheten och fascinationen för havet bar Wallstén med sig från att redan i unga år seglat mycket med sin far.
Wallsténs konst finns representerad i bland annat flera kommuner och regioners samlingar.

## Utställningar
Nedan följer ett urval av de utställningar där Wallstén är representerad:
- 1985 – Galerie Modern Art i Stockholm.
- 1986–1988 – Galerie Pro Art i Stockholm.
- 1989 – Exorima i Lund.
- 1989 – Bülowska Galleriet i Malmö.
- Konståret 1990 – Galleri Akvamarin i Marstrand.
- 1991 – Galleri Ullevi i Göteborg.
- Konståret 1993 – La Galerie du Noga Hilton i Cannes.
- 1993–1994 – La Galerie de Mougins i Provence.
- 1998 – Galleri Skåne, Helsingborg.